# Pomorzany (województwo świętokrzyskie)
Pomorzany – wieś w Polsce położona w województwie świętokrzyskim, w powiecie koneckim, w gminie Końskie.
W skład sołectwa Pomorzany wchodzi także wieś Gabrielnia.
Prywatna wieś szlachecka, położona była w drugiej połowie XVI wieku w powiecie opoczyńskim województwa sandomierskiego. Od XVII do pierwszej połowy XX wieku wieś wchodziała w skład klucza Modliszewickiego oraz dóbr Końskie Wielkie. W latach 1975–1998 miejscowość położona była w województwie kieleckim.
Przez miejscowość przebiega droga wojewódzka nr 746.
Wierni kościoła rzymskokatolickiego należą do parafii Zwiastowania Najświętszej Maryi Panny w Nowym Kazanowie.